# Ihor Bojtschuk
Ihor Bojtschuk (ukrainisch Ігор Бойчук; * 29. Februar 1984 in Nadwirna) ist ein ehemaliger ukrainischer Skispringer.

## Werdegang
Boitschuk feierte sein internationales Debüt am 18. November 2011 in Kuusamo im Rahmen des Skisprung-Continental-Cups. Dabei erreichte er mit Platz 48 nicht den zweiten Durchgang und damit auch nicht die Punkteränge. Auch in Lahti im Dezember blieb er ohne Erfolg. Beim Europäischen Olympischen Winter-Jugendfestival 2003 in Planica, dessen Sprungwettbewerbe wegen Schneemangels im italienischen Tarvis stattfinden mussten, erreichte er in den Einzelwettbewerben die Plätze 31 und 32 und mit der ukrainischen Mannschaft im Teamspringen den 10. Platz.
Im Februar 2003 startete er in Eisenerz erneut im Continental Cup und verpasste dabei als 35. und 37. die Punkteränge nur knapp. Bei den Nordischen Skiweltmeisterschaften 2003 im italienischen Val di Fiemme verpasste er in beiden Einzelwettbewerben die Qualifikation und schied auch als 13. im Teamwettbewerb mit der Mannschaft bereits nach Durchgang eins aus.
Ab Januar 2004 startete Boitschuk erneut im Continental Cup. Jedoch konnte er sich zu keiner Zeit durchsetzen und verpasste in allen Springen die Punkteränge. Im August 2004 sprang er als Teil der ukrainischen Mannschaft für ein Springen im Skisprung-Grand-Prix und landete mit dem Team in Zakopane auf dem 13. Platz.
Nachdem er auch in der Folge ohne Punkteerfolg im Continental Cup brach er im Januar 2005 die Saison 2004/05 ab und beendete schließlich nach der Saison seine aktive Karriere.